# Aleksandra Król
Aleksandra Król, coniugata Walas (Zakopane, 20 novembre 1990), è una snowboarder polacca, specializzata in slalom gigante parallelo e slalom parallelo.

## Biografia
Originaria di Zakopane e attiva a livello internazionale dal gennaio 2006, Aleksandra Król ha debuttato in Coppa del Mondo il 14 dicembre 2008, giungendo 39ª nello slalom gigante parallelo di Limone Piemonte. Il 23 febbraio 2019 ha ottenuto, in slalom parallelo, a Mosca, il suo primo podio nel massimo circuito, classificandosi al 2º posto nella gara vinta dalla canadese Caroline Calvé. Il 14 gennaio 2022 ha ottenuto, a Simonhöhe, la sua prima vittoria nel massimo circuito, imponendosi nello slalom gigante parallelo. Ai Mondiali di Bakuriani 2023 ottiene la sua prima medaglia iridata con il bronzo nello slalom gigante parallelo, medaglia confermata nei successivi Mondiali di Engadina 2025.
In carriera ha preso parte a quattro edizioni dei Giochi olimpici invernali e a quattordici gare ai Campionati mondiali di snowboard.

## Palmarès

### Mondiali
- 2 medaglie:
  - 2 bronzi (slalom gigante parallelo a Bakuriani 2023; slalom gigante parallelo a Engadina 2025)

### Coppa del Mondo
- Miglior piazzamento in Coppa del Mondo di parallelo: 7ª nel 2023
- 9 podi:
  - 2 vittorie
  - 6 secondi posti
  - 1 terzo posto

#### Coppa del Mondo - vittorie
| Data            | Luogo     | Paese   | Disciplina |
| --------------- | --------- | ------- | ---------- |
| 14 gennaio 2022 | Simonhöhe | Austria | PGS        |
| 11 gennaio 2025 | Scuol     | Austria | PGS        |

Legenda:

PSL = slalom gigante parallelo